# Juan Martín de la Serna
Juan Martín de la Serna (1871 – 1908) è stato un diplomatico, politico e pioniere dell'aviazione argentino.

## Biografia
Juan Martin è figlio del proprietario terriero Juan Martin fondatore della città di Avellaneda e Albertina Ugalde.
Si laurea in giurisprudenza e diviene a ventinove anni professore di diritto all'Università di Buenos Aires. Fu deputato e ambasciatore in Germania. 
Milita per l'Unione Civica Radicale. Fu uno dei pionieri dell'aviazione argentina. 
Si sposa con Edelmira de la Llosa da cui ha sette figli tra cui Celia nata nel 1906, madre di Ernesto Guevara.
Ma non la conoscerà in quanto muore nel 1908 suicida buttandosi in mare da un transatlantico.